# Магдич Степан Володимирович
Магдич Степан Володимирович (нар. 6 лютого 1930, Вахнівка — 10 грудня 2021) — український радянський механізатор, Герой Соціалістичної Праці (1974).

## Біографія
Степан Магдич народився 6 лютого 1930 року в селянській родині.
До війни закінчив два класи Вахнівської семирічної школи.
Потім декілька років працював пастухом на фермі.
У віці 16 років потрапив у копальні Макіївки.
1947 року пішов працювати на ферму Вахнівського колгоспу імені Ворошилова, а з 1949 року працював механізатором у рідному селі.
1966 року брав участь у Виставці досягнень народного господарства.

## Нагороди
- Герой Соціалістичної Праці (1974)
- Орден Леніна
- Орден Трудового Червоного Прапора
- Орден «Знак Пошани».